# 1348-as busz
Az 1348-as jelzésű autóbuszvonal távolsági autóbuszjárat Eger és Kecskemét között, Gyöngyös, Jászberény érintésével, melyet a Volánbusz Zrt. lát el.

## Közlekedése
A járat Egert és Kecskemétet köti össze. Menetideje 3 óra 50 perc. A járat átszeli az Alföldet, betér több alföldi város autóbusz-állomására, megáll kisebb községek, települések autóbusz-várótermeinél, központjában is.
Naponta öt járatpár szállítja az utasokat a két végállomás között, emellett naponta egy-egy járatpár Eger és Jászberény valamint Jászberény és Kecskemét között közlekedik.
2020 június végéig Eger–Kalocsa viszonylaton közlekedtek a járatok.

## Megállóhelyei
| 0  | Eger, autóbusz-állomás végállomás       | 31 | 2, 2A, 4, 5, 5A, 6, 7, 7A, 11, 12, 14, 16, 17, 914 1049, 1050, 1051, 1052, 1053, 1054, 1343, 1344, 1346, 1347, 1349, 1351, 1352, 1354, 1362, 1380, 1383, 1402, 1426, 1427, 1428, 1447, 1448, 1466, 1468, 1517 3400, 3402, 3403, 3404, 3405, 3406, 3407, 3408, 3409, 3410, 3411, 3412, 3414, 3415, 3416, 3417, 3418, 3419, 3420, 3423, 3424, 3426, 3430, 3431, 3432, 3433, 3434, 3435, 3436, 3440, 3441, 3442, 3443, 3444, 3445, 3446, 3448, 3450, 3455, 3456, 3457, 3458, 3462, 3469, 3470, 3471, 3472, 3473, 3474, 3476, 3479, 3480, 3481, 3482, 3483, 3484, 3488, 3604, 3660, 3667, 4012, 4014, 4015, 4018, 4021, 4157 |
| ∫  | Eger, Színház                           | 30 | 2, 2A, 7, 7A, 11, 12, 14, 17 1050, 1053, 1054, 1343, 1344, 1346, 1362, 1380, 1402, 1426, 1427, 1428, 1447, 1468, 1517 3402, 3408, 3410, 3411, 3414, 3419, 3420, 3423, 3424, 3426, 3430, 3431, 3432, 3433, 3434, 3435, 3436, 3440, 3441, 3442, 3443, 3444, 3445, 3448, 3667, 4014, 4015, 4018, 4021, 4157 |
| 1  | Eger, Vasútállomás bejárati út          | 29 | 11, 12, 13, 14 1050, 1051, 1053, 1054, 1343, 1346, 1362, 1380, 1402, 1427, 1466, 1517 3400, 3402, 3408, 3410, 3411, 3414, 3423, 3424, 3426, 3430, 3431, 3432, 3433, 3434, 3435, 3436, 3440, 3441, 3442, 3443, 3444, 3445, 3446, 3448, 3472, 3479, 3482, 3484, 3667, 4015, 4157 személyvonat, Agria InterRégió |
| 2  | Eger, Tompa utca                        | 28 | 3, 3A, 6, 11, 12, 13, 14, 16, 914 1050, 1051, 1053, 1054, 1343, 1362, 1380, 1402, 1427, 1466, 1517 3400, 3402, 3408, 3410, 3411, 3414, 3423, 3424, 3426, 3430, 3431, 3432, 3433, 3434, 3435, 3436, 3440, 3441, 3442, 3443, 3444, 3445, 3446, 3448, 3472, 3479, 3482, 3484, 3667, 4015, 4157 |
| 3  | Kerecsend, Fő út 60.                    | 27 | 1050, 1052, 1054, 1343, 1362, 1402, 1427, 1466, 1517 3423, 3424, 3430, 3431, 3432, 3433, 3434, 3440, 3441, 3442, 3443, 3444, 3445, 3446, 3448, 3450, 3667 |
| 4  | Kápolna, Dembinszky út                  | 26 | 1050, 1054, 1402, 1427 3441, 3442, 3443, 3444, 3445, 3446, 3448, 3456, 3667, 3683, 3684 |
| 5  | Detk, bejárati út                       | 25 | 1050, 1054, 1402, 1427 3445, 3448, 3665 |
| 6  | Karácsond, bejárati út                  | 24 | 1050, 1054, 1402, 1427 3445, 3448 |
| 7  | Halmajugra, bejárati út                 | 23 | 1050, 1054, 1402, 1427 3445, 3448 |
| 8  | Gyöngyös, autóbusz-állomás végállomás   | 22 | 1A 1040, 1044, 1045, 1046, 1049, 1050, 1054, 1066, 1068, 1069, 1301, 1305, 1308, 1402, 1427, 1469, 1515 3445, 3448, 3457, 3471, 3492, 3604, 3612, 3650, 3651, 3652, 3655, 3656, 3660, 3661, 3662, 3663, 3664, 3665, 3666, 3670, 3671, 3673, 3675, 3676, 3677, 3678, 3679, 3680, 3681, 3685, 3688, 3691, 3693, 3694, 3696, 3697, 3698, 3699, 4602, 4653 |
| 9  | Gyöngyös, toronyház                     | 21 | 1040, 1044, 1045, 1046, 1049, 1050, 1054, 1066, 1068, 1069, 1402, 1427, 1469, 1515 3448, 3604, 3612, 3650, 3652, 3670, 3671, 3675, 3676, 3679, 3697, 4602, 4653 |
| 10 | Gyöngyöshalász, bejárati út             | 20 | 1469, 1515 3612, 3670, 3671, 3673, 3697, 4602, 4653 |
| 11 | Atkár, autóbusz-váróterem               | 19 | 1063, 1469, 1515 3612, 3670, 3671, 3673, 3697, 4602, 4653 |
| 12 | Vámosgyörk, szociális otthon            | 18 | 1063, 1469 3670, 3671, 3673, 3697, 4602, 4653 |
| 13 | Vámosgyörk, vasútállomás                | 17 | 1063, 1469, 1515 3670, 3671, 3673, 3697, 4602, 4653 S80, személyvonat, Ezüstpart expresszvonat, Agria InterRégió, Mátra InterRégió |
| 14 | Jászárokszállás, malom                  | 16 | 1063, 1469 3670, 3671, 4602, 4653 |
| 15 | Jászárokszállás, városháza              | 15 | 1063, 1469, 1515 3667, 3670, 3671, 3688, 4602, 4650, 4653, 4658 |
| 16 | Jászárokszállás, Ipari Park             | 14 | 1469 3667, 3671, 4602, 4650, 4653, 4658 |
| 17 | Jászberény, Túzok utca                  | 13 | 1 1077, 1078, 1467, 1469 3667, 3671, 4602, 4650, 4651, 4681, 4685, 4686 |
| 18 | Jászberény, autóbusz-állomás végállomás | 12 | 1, 2A 498, 499, 503, 523 1070, 1075, 1076, 1077, 1078, 1362, 1376, 1443, 1466, 1467, 1469, 1515 3424, 3443, 3667, 3669, 3671, 4601, 4602, 4650, 4651, 4653, 4654, 4655, 4659, 4660, 4662, 4663, 4681, 4685, 4686 |
| 19 | Jászberény, vasútállomás                | 11 | 1 498, 499, 503 1070, 1075, 1362 S820 |
| 20 | Nagykáta, templom                       | 10 | 491, 497, 498, 499, 500, 501, 502, 517, 520, 521, 525, 527, 529 1070, 1362 |
| 21 | Nagykáta, vasútállomás                  | 9  | 491, 497, 498, 499, 500, 501, 502, 517, 520, 521, 525, 527, 529 1362 személyvonat, expresszvonat, S60, G60, Z60 |
| 22 | Tápióbicske, községháza                 | 8  | 485, 497, 500, 517, 518, 520, 521 1362 |
| 23 | Tápiószentmárton, posta                 | 7  | 485, 500, 520, 521 1362 |
| 24 | Tápiószentmárton, irodaház              | 6  | 485, 500, 520, 521 1362 |
| 25 | Cegléd, Cifrakert Állami Gazdaság       | 5  | 520 1362 |
| 26 | Cegléd, autóbusz-állomás                | 4  | 520, 521, 522, 524, 525, 526, 528, 530, 531, 535, 537, 539, 540, 541, 542, 550, 552, 553, 555, 556, 557, 558, 559, 560, 561, 562, 564, 565, 566 1362, 1376 személyvonat, expresszvonat, S20, S50, G50, Z50, Cívis InterRégió, Napfény InterCity, Nyírség InterCity, Tokaj InterCity, Latorca nemzetközi InterCity |
| 27 | Cegléd, posta                           | 3  | 520, 521, 522, 524, 525, 526, 528, 535, 537, 539, 540, 541, 542, 550, 552, 553, 555, 556, 557, 558, 559, 560, 561, 562, 564, 565, 566 1362, 1376 |
| 28 | Nyársapát, Nyársapáti elágazás          | 2  | 547, 550, 551, 552, 553, 555, 556 1362 |
| 29 | Nagykőrös, Szabadság tér                | 1  | 543, 544, 545, 546, 547, 548, 549, 550, 551, 552, 553, 555 1362, 1376, 1464 |
| 29 | Kecskemét, autóbusz-állomás végállomás  | 0  | 1, 2D, 2S, 7, 7C, 12D, 15, 19, 21, 21D, 22, 25, 32 550, 551, 553, 555 1080, 1081, 1085, 1087, 1090, 1092, 1362, 1376, 1499, 1524, 1528, 1529, 1547, 1566 4777, 5075, 5076, 5202, 5203, 5205, 5206, 5207, 5208, 5209, 5210, 5211, 5212, 5213, 5214, 5215, 5216, 5217, 5218, 5219, 5220, 5221, 5222, 5223, 5224, 5225, 5226, 5227, 5228, 5229, 5230, 5231, 5232, 5233, 5234, 5235, 5236, 5237, 5238, 5239, 5240, 5241, 5242, 5243, 5244, 5245, 5250, 5255, 5258, 5279, 5354, 5359, 5387, 5502br> S20 , S210 , S220 , S225 , IC, személyvonat – Kecskemét [140/142/145.]                                                    |